# William Wendt
Pour les articles homonymes, voir Wendt.
William Wendt, né le 20 février 1865 à Bentzen en Allemagne et décédé le 29 décembre 1946 à Laguna Beach dans l'état de la Californie, est un peintre américain d'origine allemande, spécialisé dans la peinture de paysage. 

## Biographie
William Wendt naît à Bentzen dans le Royaume de Prusse en 1865. En 1880, il émigre avec sa famille aux États-Unis et s'installe dans la ville de Chicago dans l'Illinois. 
Il travaille comme commercial pour une entreprise d'art, avant de devenir peintre. Autodidacte, il suit des cours du soir à l'école de l'Institut d'art de Chicago et se lie d'amitié avec le peintre George Gardner Symons (en). Ensemble, ils voyagent à plusieurs reprises en Californie entre 1896 et 1904, avec un séjour dans la ville de St Ives dans le comté de Cornouailles en Angleterre en 1898. Il reçoit une médaille de bronze lors de l'exposition Pan-américaine de 1901 à Buffalo et une médaille d'argent lors de l'exposition universelle de 1904 à Saint-Louis. 
En 1906, il épouse la sculptrice Julia Bracken (en). Le couple s'installe à Los Angeles. En 1909, il est l'un des membres fondateurs du California Art Club (en), club dont il occupe la présidence entre 1911 et 1914 puis entre 1917 et 1918. En 1912, il monte son propre studio dans la ville de Laguna Beach ou il devient membre de la colonie d'artistes locale. Il reçoit une nouvelle médaille d'argent lors de l'exposition universelle de 1915 à San Francisco et une médaille d'or lors de l'exposition Pan-américaine de  Los Angeles en 1925.
Il décède à Laguna Beach en Californie en 1946.
Ces œuvres sont notamment visibles ou conservées au Smithsonian American Art Museum de Washington, D.C., au musée d'Art du comté de Los Angeles, au Mills College Art Museum (en) et à l'Oakland Museum of California d'Oakland, à l'Art Institute of Chicago, au Laguna Art Museum (en) de Laguna Beach, au Norton Simon Museum de Pasadena, au Richmond Art Museum (en) de Richmond et au Bowers Museum (en) de Santa Ana.

## Œuvres

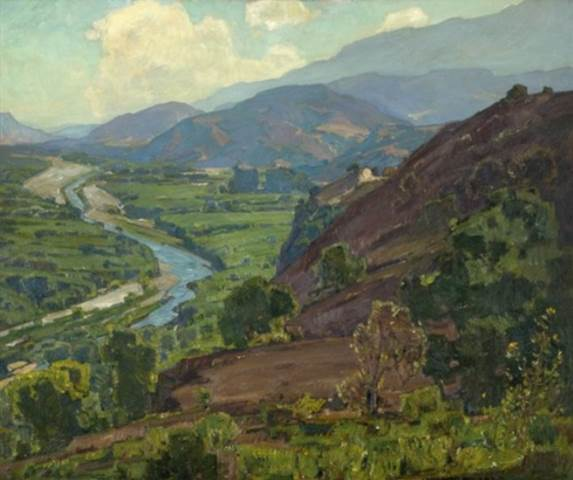
Santa Ana Canyon, sans date
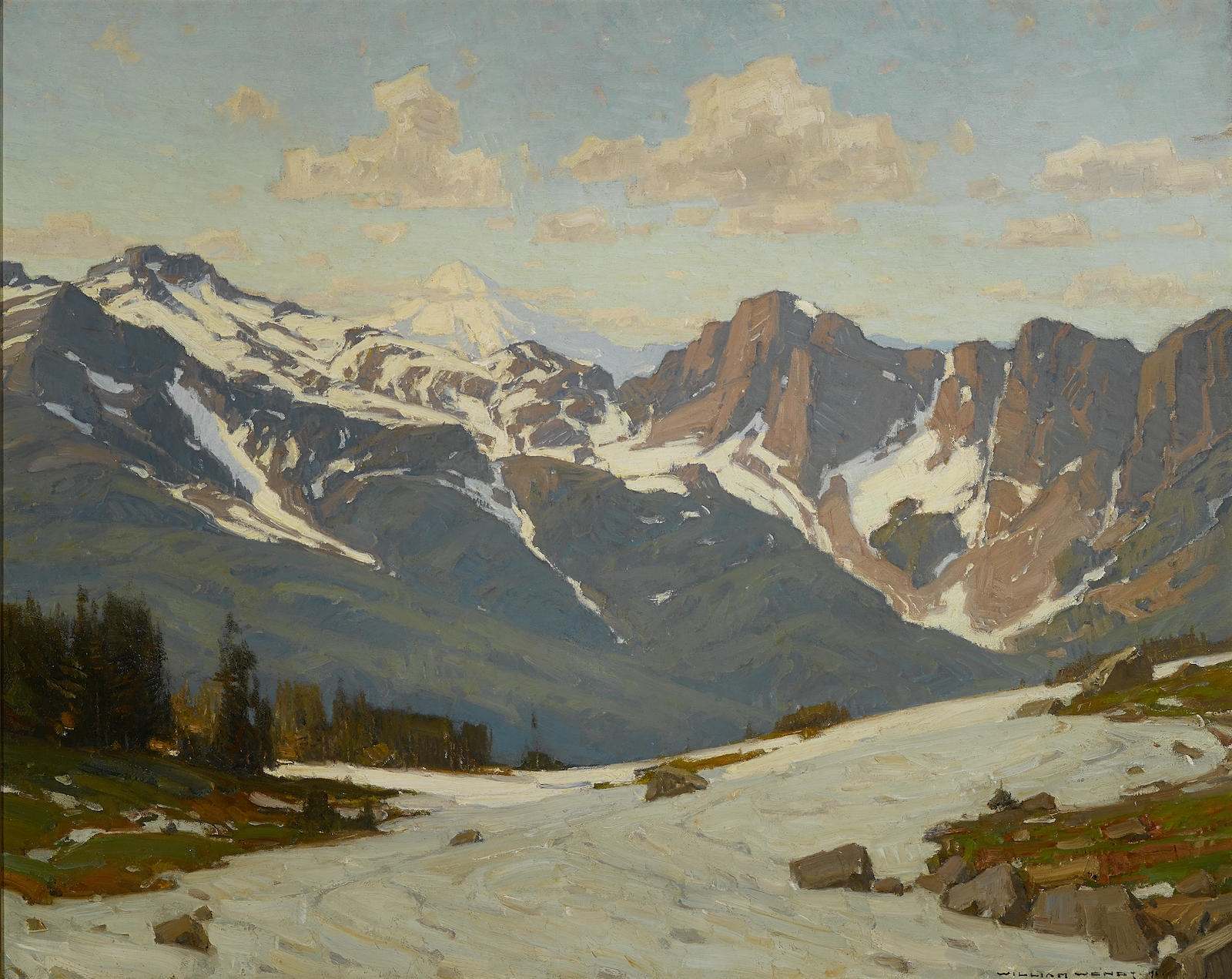
The Higher Altitudes, sans date
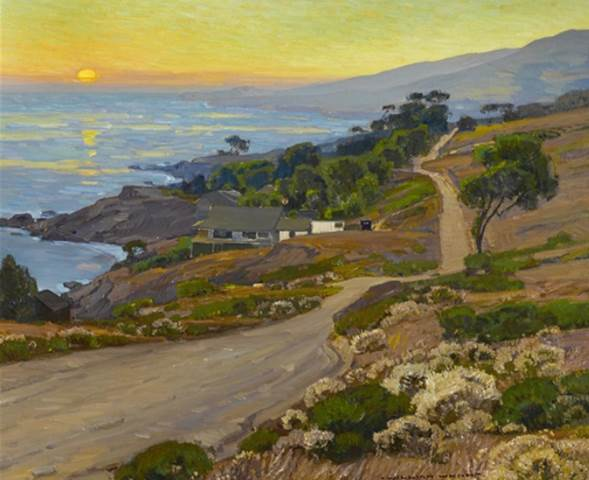
Old Coast Road, 1916
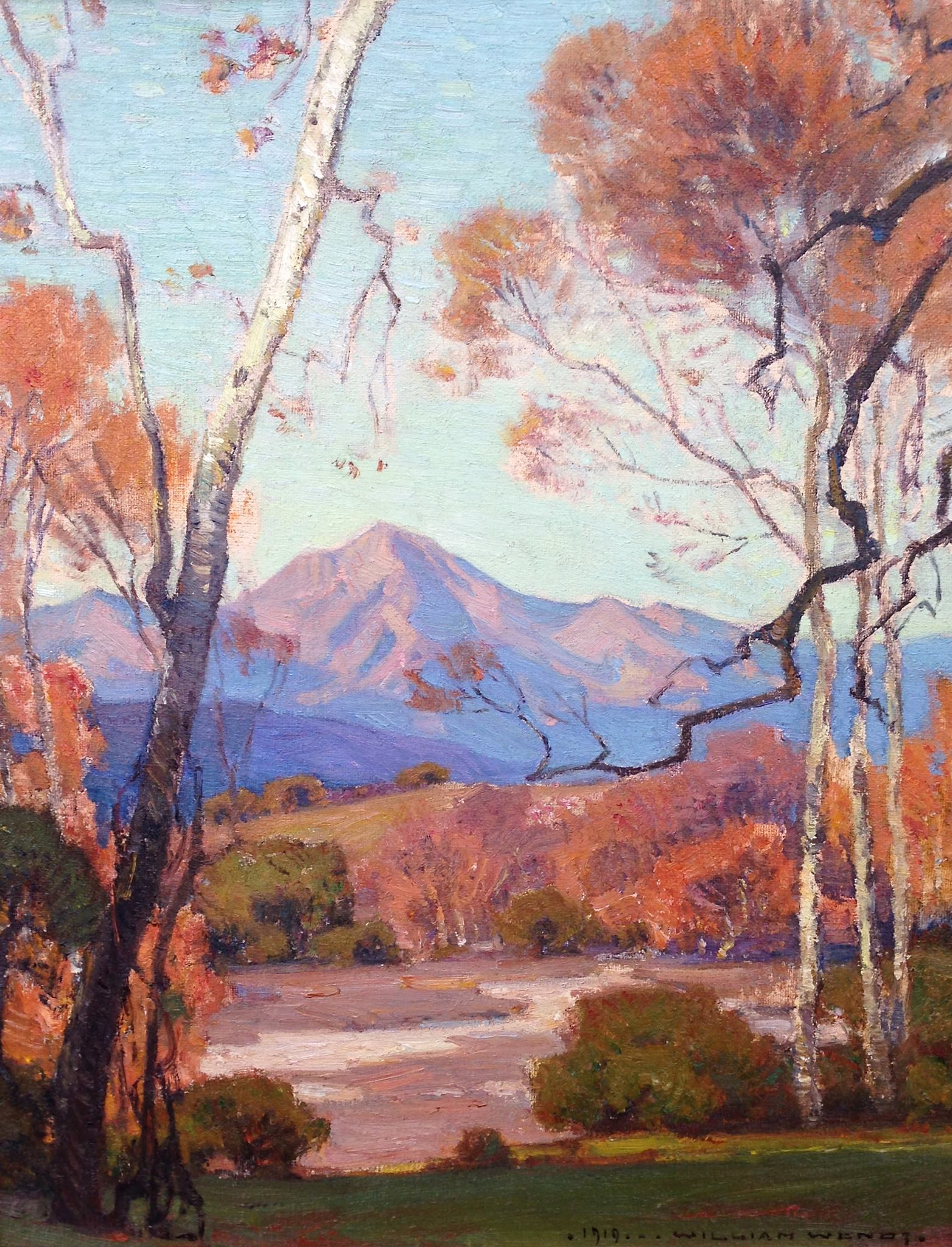
Saddleback Mountain, 1919
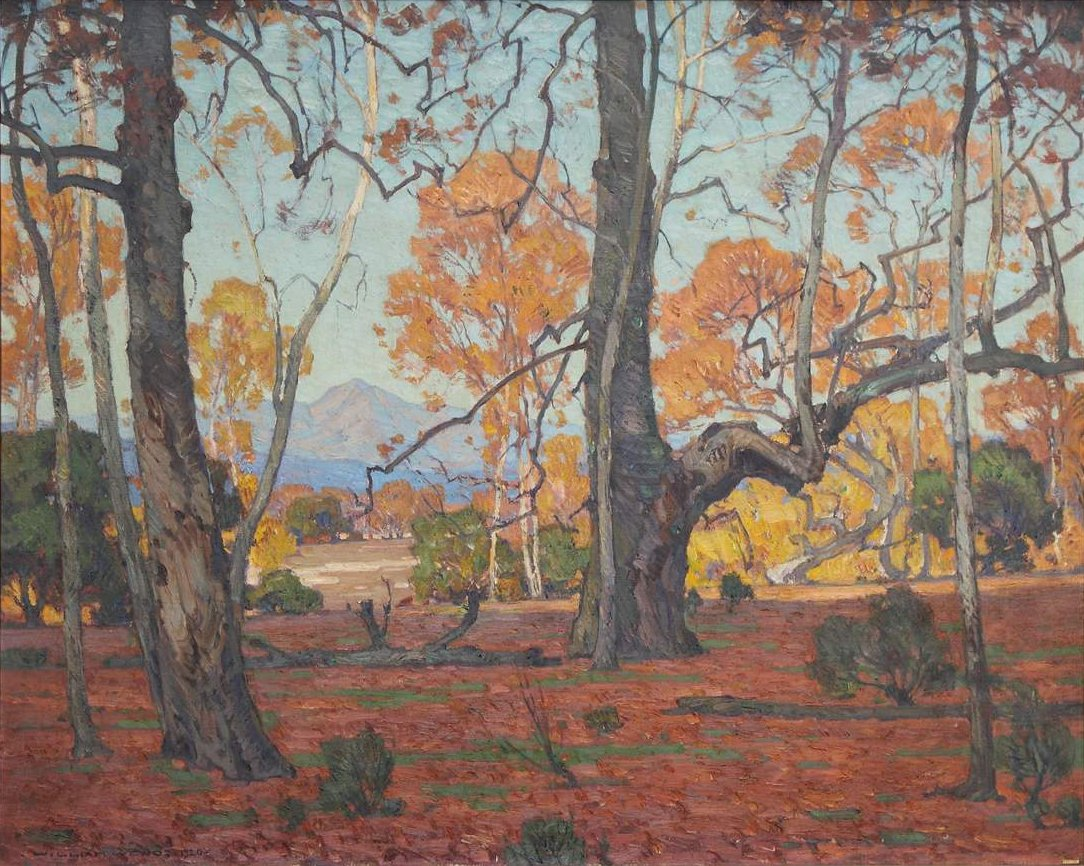
Patriarchs of the Grove, 1920
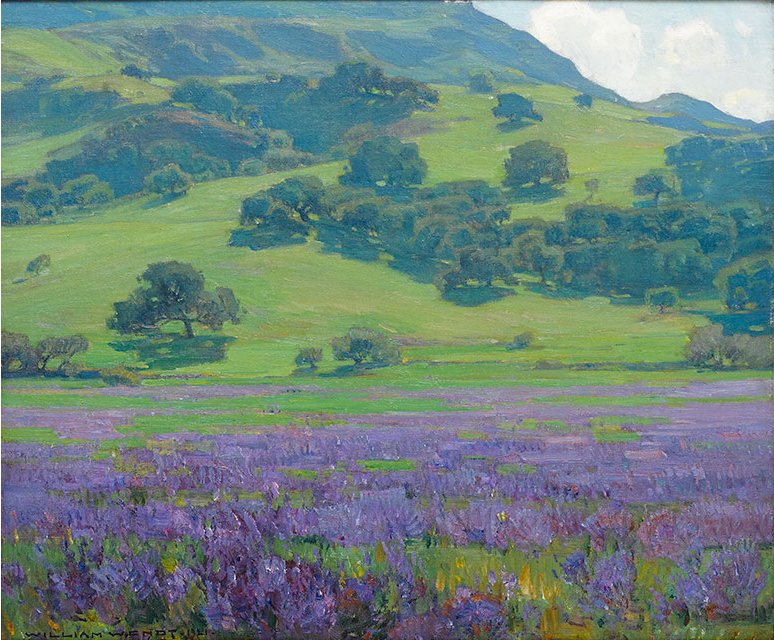
Lupine Patch, 1921
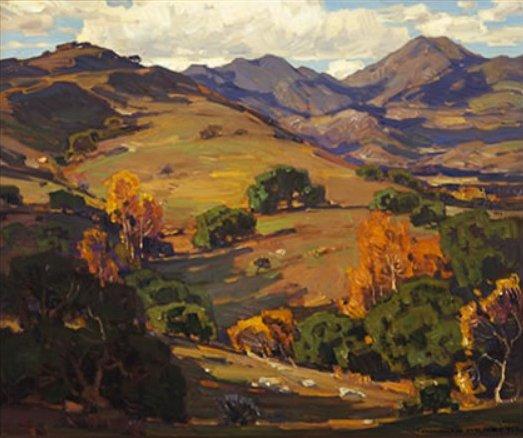
Wandering Shadows, 1925, Mills College Art Museum (en)
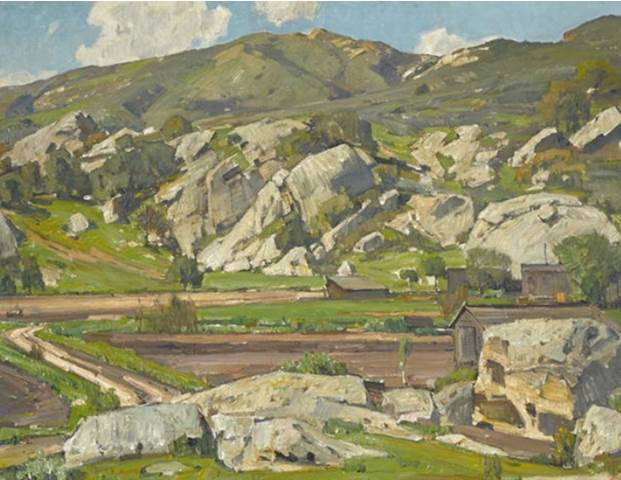
Sermons in Stone, 1934
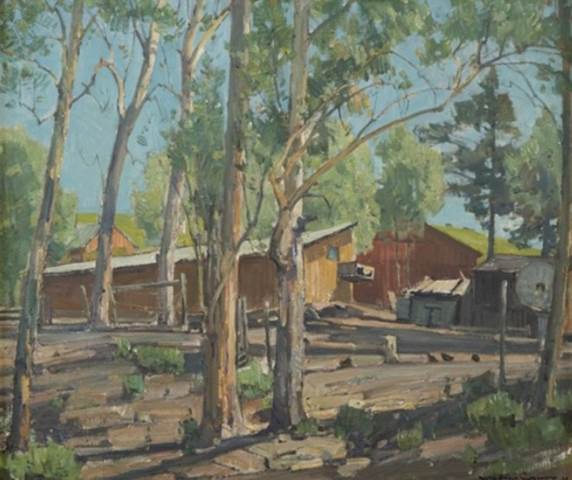
Shaded Sheds, 1940
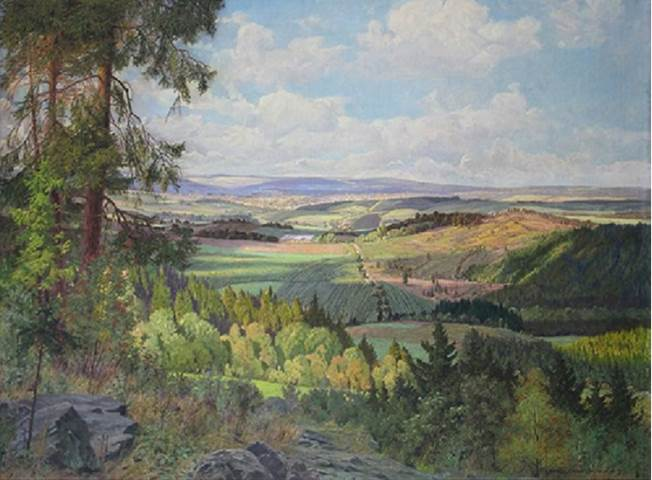
California Vista, sans date
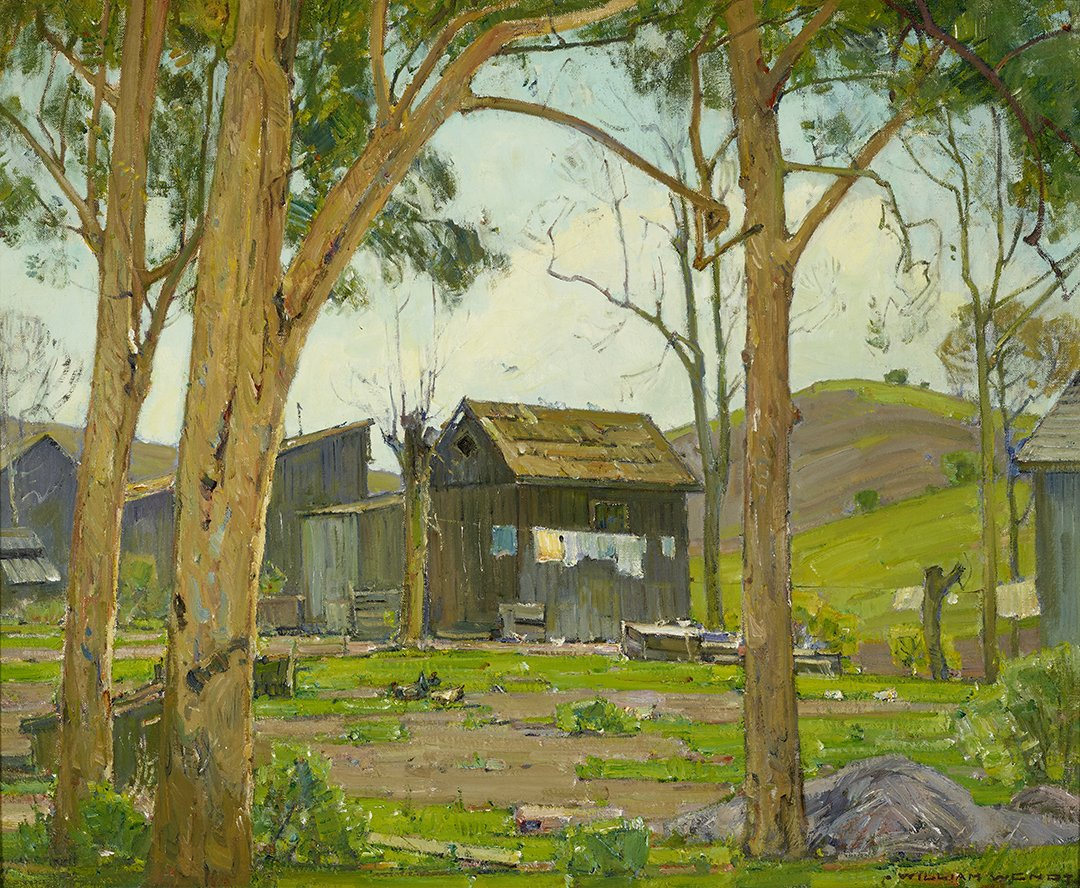
Wash Day, sans date